# Новотаврический сельский совет (Ореховский район)
Новотаврический сельский совет (укр. Новотавричеська сільська рада) — входит в состав
Ореховского района
Запорожской области
Украины.
Административный центр сельского совета находится в 
пос. Новотаврическое.

## История
- 1974 — дата образования.

## Населённые пункты совета
- пос. Новотаврическое
- с. Вольное
- пос. Кирпотино
- с. Оленовка
- с. Тарасовка